# Девід Діксон
Девід Діксон (англ. David Dixon; нар. 28 жовтня 1947) — британський актор і сценарист.

## Біографія
Став відомим завдяки ролі Форда Префекта в телевізійному серіалі ВВС «Путівник по галактиці для космотуристів» (1981). Діксон також отримав позитивні відгуки критиків за роль Аріеля у телеверсії ВВС п'єси «Буря» (1980).
Пізніше, вже у 2005 році, Діксон знову приєднався до «Путівника», озвучивши епізодичних персонажів Ecological Man та Zirzla Leader у двадцятому епізоді радіопостановки (Fit the Twentieth), в той час як Джеффрі Макгіверн виконав роль Форда.
Девід Діксон відносно рідко з'являвся на телеекрані, але це не завадило йому завоювати вірних прихильників в Інтернеті, які звуть себе «діксонітами».